# شهرک ممسنی
شهرک ممسنی، روستایی از توابع بخش مرکزی شهرستان اردل در استان چهارمحال و بختیاری است.
برخی تبار این مردمان را به لرهای ممسنی نسبت می دهند و برخی دیگر فقط آن را یک تشابه نامی می نامند به این دلیل که بسیاری دیگر از طوایف لری که در خاک بختیاری زندگی می کنند، 
اهالی روستای ممسنی ، ازتیره ممسنی طایفه اورک دینارونی باب ،هفت لنگ بختیاری هستند.محل سکونت این تیره در سردسیر دیناران و میانکوه و گرمسیرات دهدز وایذه خوزستان است.

## جمعیت
این روستا در دهستان دیناران قرار دارد و براساس سرشماری مرکز آمار ایران در سال ۱۳۸۵، جمعیت آن ۱٬۱۳۷ نفر (۱۹۵خانوار) بوده‌است.